# Martin Engelbrecht
Martin Engelbrecht (16. září 1684 Augsburg, 18. ledna 1756 Augsburg) byl německý mědirytec, rytec, kreslíř a nakladatel doby baroka a rokoka, významný tvůrce tří tisíc grafických předloh figurálních kompozic, portrétů, vedut, vzorníků ornamentu i karikatur.

## Život

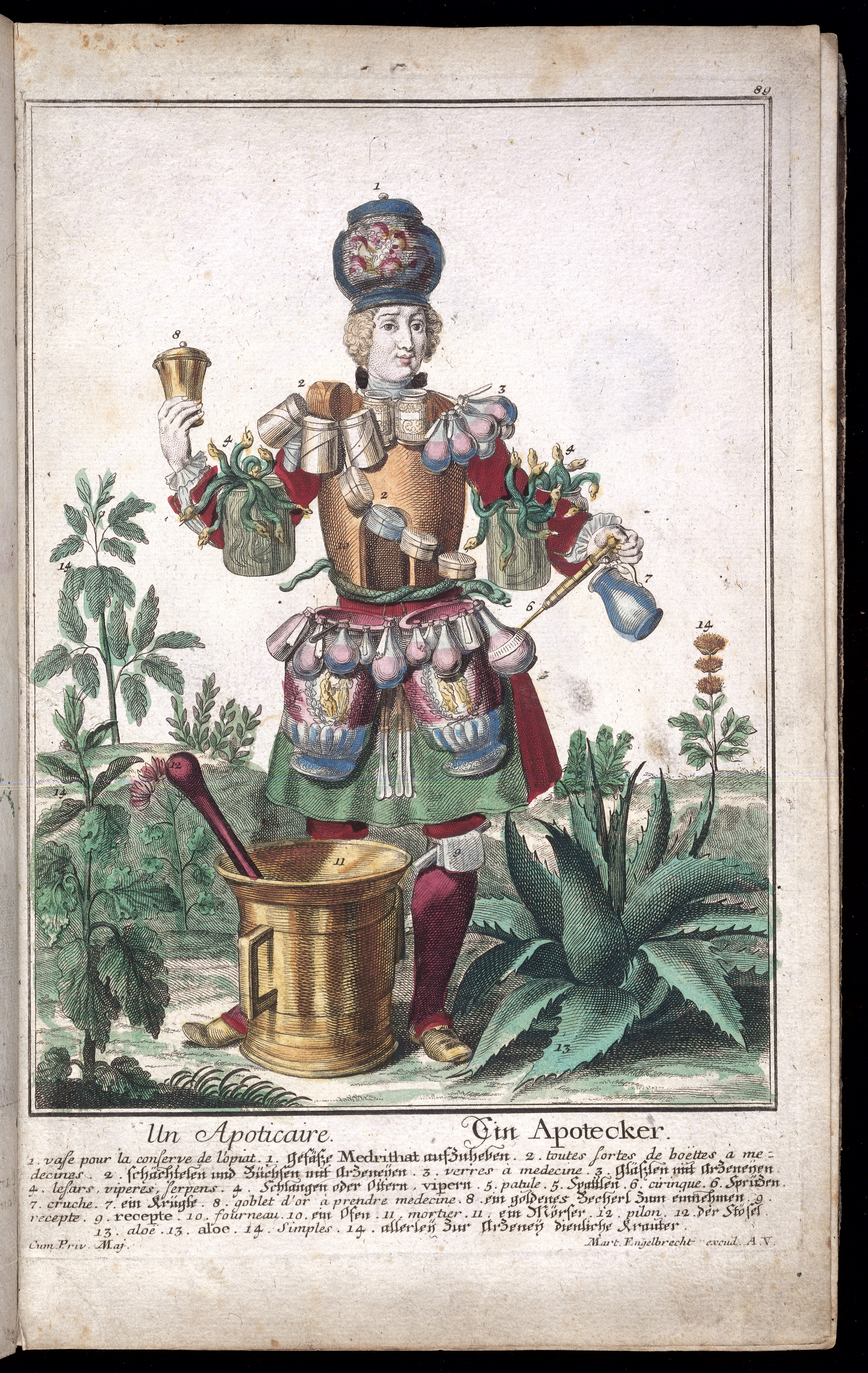
Lékárnk (z alegorií Zaměstnání)

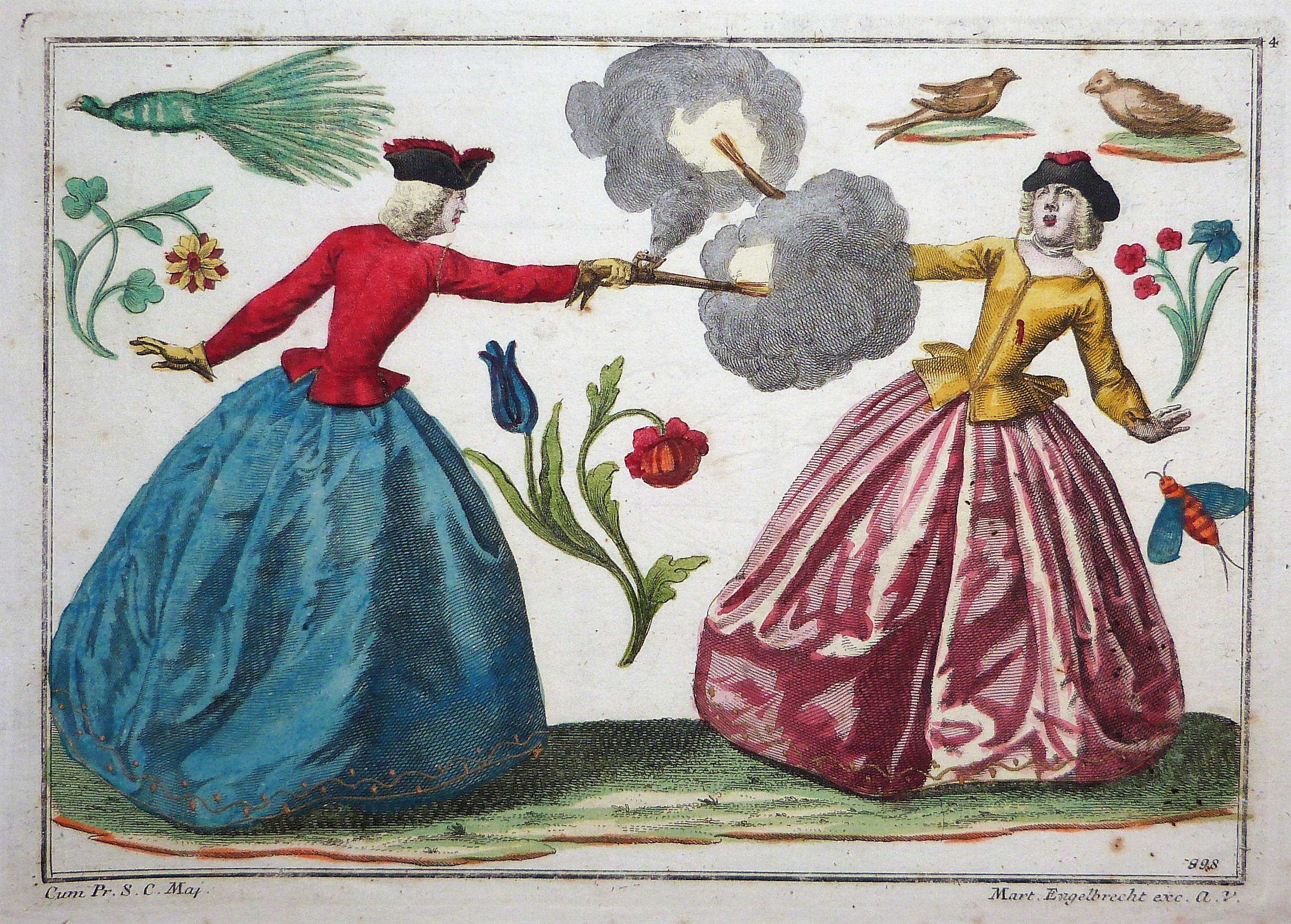
Souboj žen, předloha pro dioráma

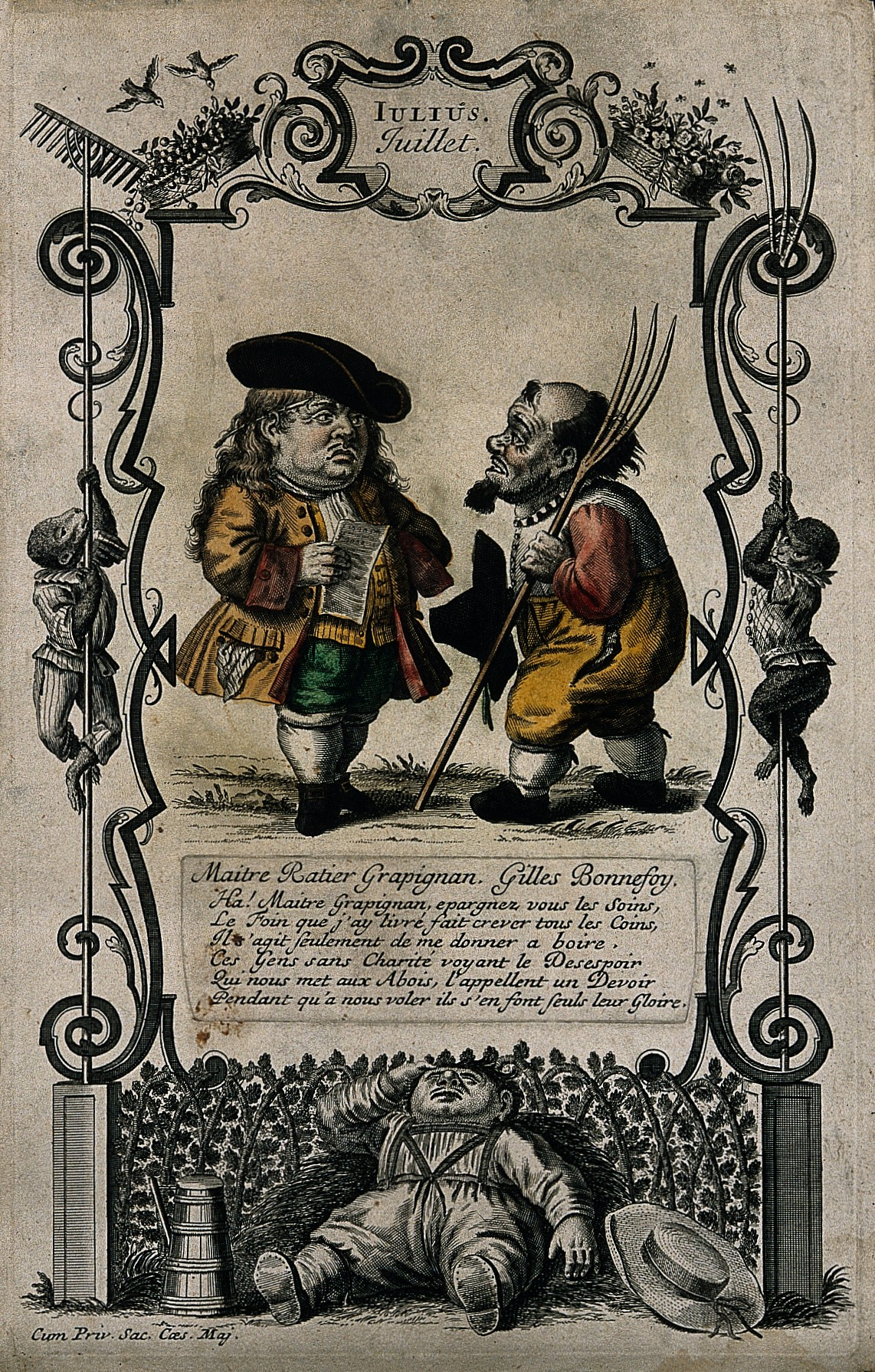
Alegorie měsíce července: Venkovan se ptá účetního, jak oslavit úrodu: opít se. Oba jsou trpaslíci.

Narodil se v rodině obchodníka s barvami Johanna Engelbrechta. Vyučil se u v Augsburgu u G. Ehingera, pokračoval od roku 1708 v Berlíně u svého staršího bratra Christiana Engelbrechta (1672–1735), s nímž pak v Augsburgu vedl ryteckou oficínu.
V roce 1718 se Engelbrecht poprvé oženil, a to se Sybillou Wickhertovou(1698–1747), dcerou zlatníka Andrease Wickherta. V roce 1719 získal císařské privilegium (copyright) na ochranu před padělateli, dvakrát po deseti letech obnovené. Svou dceru provdal za rytce Filipa Andrease Kiliana, který po bratrově smrti nastoupil na jeho místo v rytecké dílně. Podruhé se oženil s vdovou Margaretou Kernovou, opět se narodila jen dcera, kterou výhodně provdal za obchodníka s bavlnou. 

## Tvorba
Bratři Engelbrechtové se kromě běžných námětů vedut krajin, hradů a přírody specializovali na žánrové náměty a dějové scény z historie i ze současného života, včetně exotického světa, alegorických námětů, kuriozit, satiry a karikatur, na ilustrace i ornamenty. Jejich grafické listy byly určeny pro širokou veřejnost, často byly doprovázeny textem, veršovanými vysvětlivkami, a bývaly pestře kolorované.
Martin založil tradici vystřihovánek, v té době oblíbené zábavě nejen pro děti. Jeho listy nebo výřezy z nich si lidé nižších společenských vrstev vylepovali na paravany, zástěny, stavěli si z nich miniaturní interiéry či armády při bitvách, používali je do kukátek, dioramat a kaleidoskopů.

## Dílo
Pracoval technikou mědirytu, svá díla signoval několika variantami nebo zkratkami jména: Martin Enghelbrecht, M. Engelbr., Mart. Engelbrecht, Martin Englebrecht, Mart. Engelbr. Tituly a popisky jsou často v módní francouzštině, karikatury mívají jako jednající osoby trpaslíky. Z jeho dílny vyšlo před 3 000 tisků.
- Album Assemblage nouveau des manouvries habilles - soubor kolorovaných mědirytin, vyobrazeni umělců, řemeslníků a jiných zaměstnání při práci v charakteristických prostředích, situacích a kostýmech, alegorické postavy populárních profesí. Vydáno kolem roku 1730.

- Album Theater de la milice etrangere- vydané mezi léty 1742-1745 obsahuje kolem 150 listů, dokumentuje "exotické" vojáky na německých válečných polích, zejména pandury, hajduky, Chorvaty a drastické scény z válek o rakouské dědictví. [2]

- Album Neu inventierte auf die artigsteFacon sehr nutzliche Schild, z let 1750-1756; vzorník návrhů ornamentů barokních karuší, oltářní architektury, edikul, nik a jiných výklenků včetně rysů, navrhhli Johann Rump a Georg Pinz, provedl Martin Engelbrecht

- Život ve městě, na vesnici a v domácnosti - mnohafigurové scény pro kukátka, dioramata a vystřihovánky

- Album „Méthode pour apprendre à dessiner les passions“- návody na vyobrazení tváře člověka při utrpení, údivu, obdivu..., podílel se na ilustracích alba s texty a kresbami Charlese Le Bruna

- Portréty panovníků a umělců

## Galerie

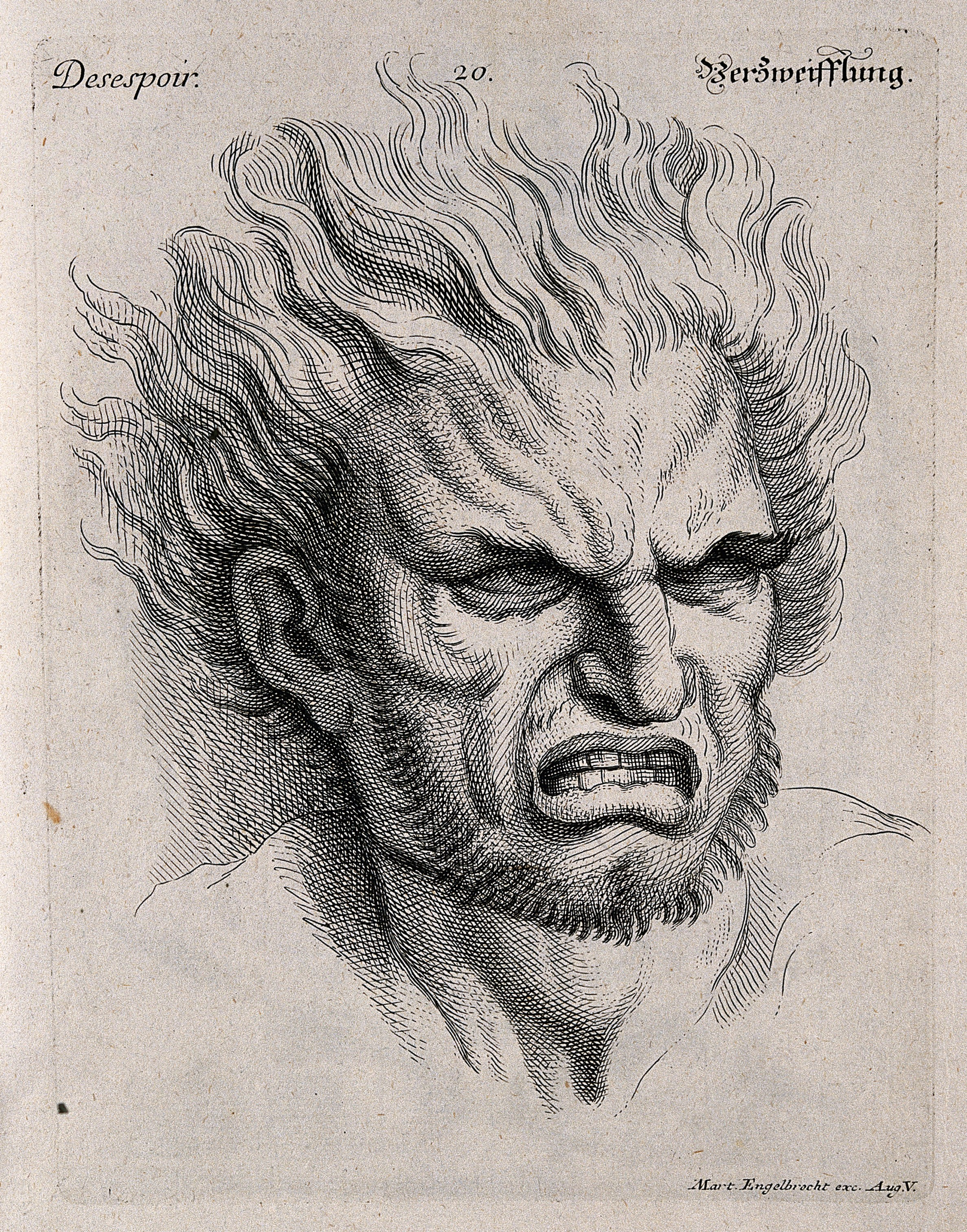
Z alba grimas: Zděšení
Dobytí hradu Wulp roku 1268
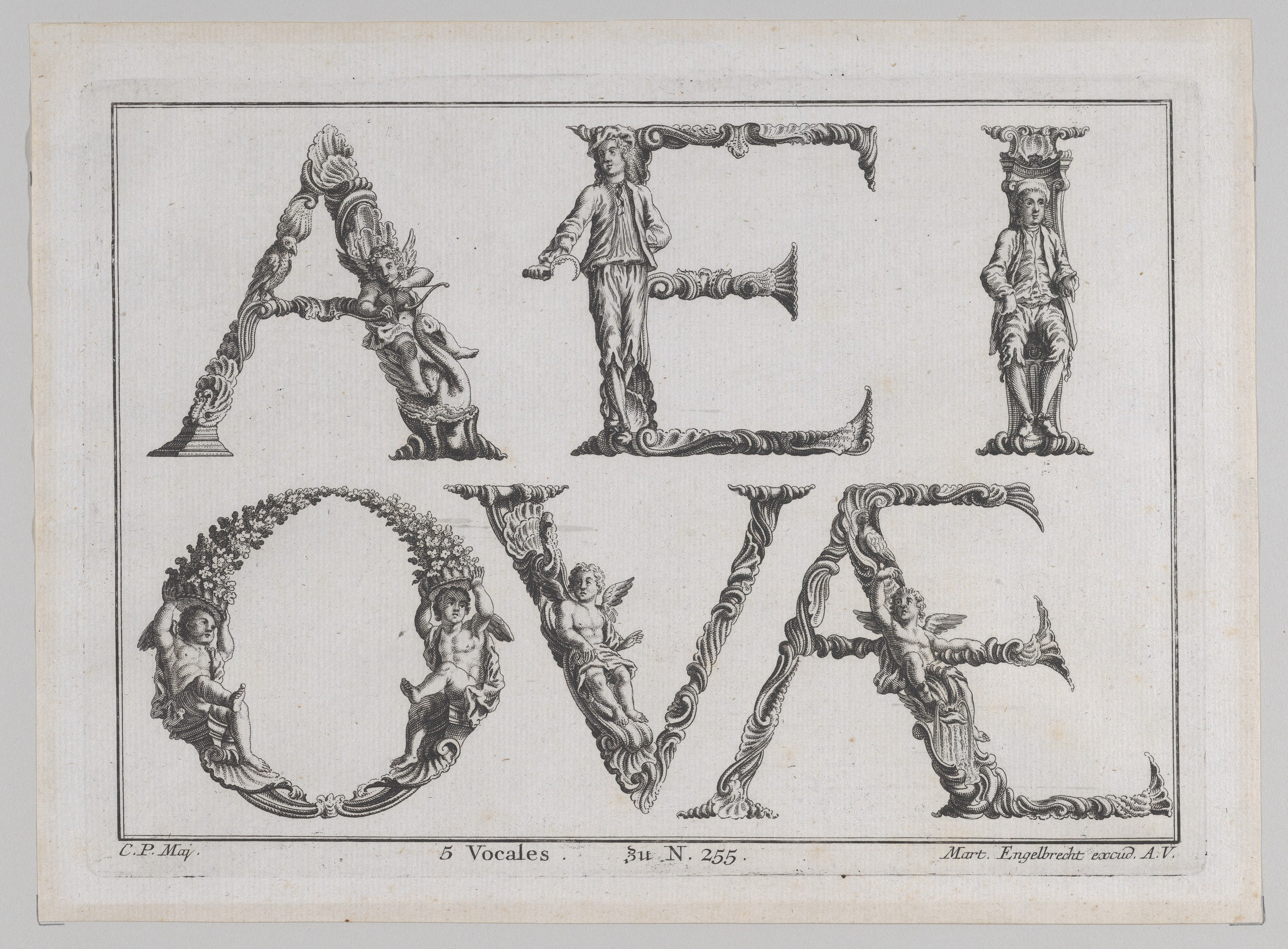
Abeceda - antikva
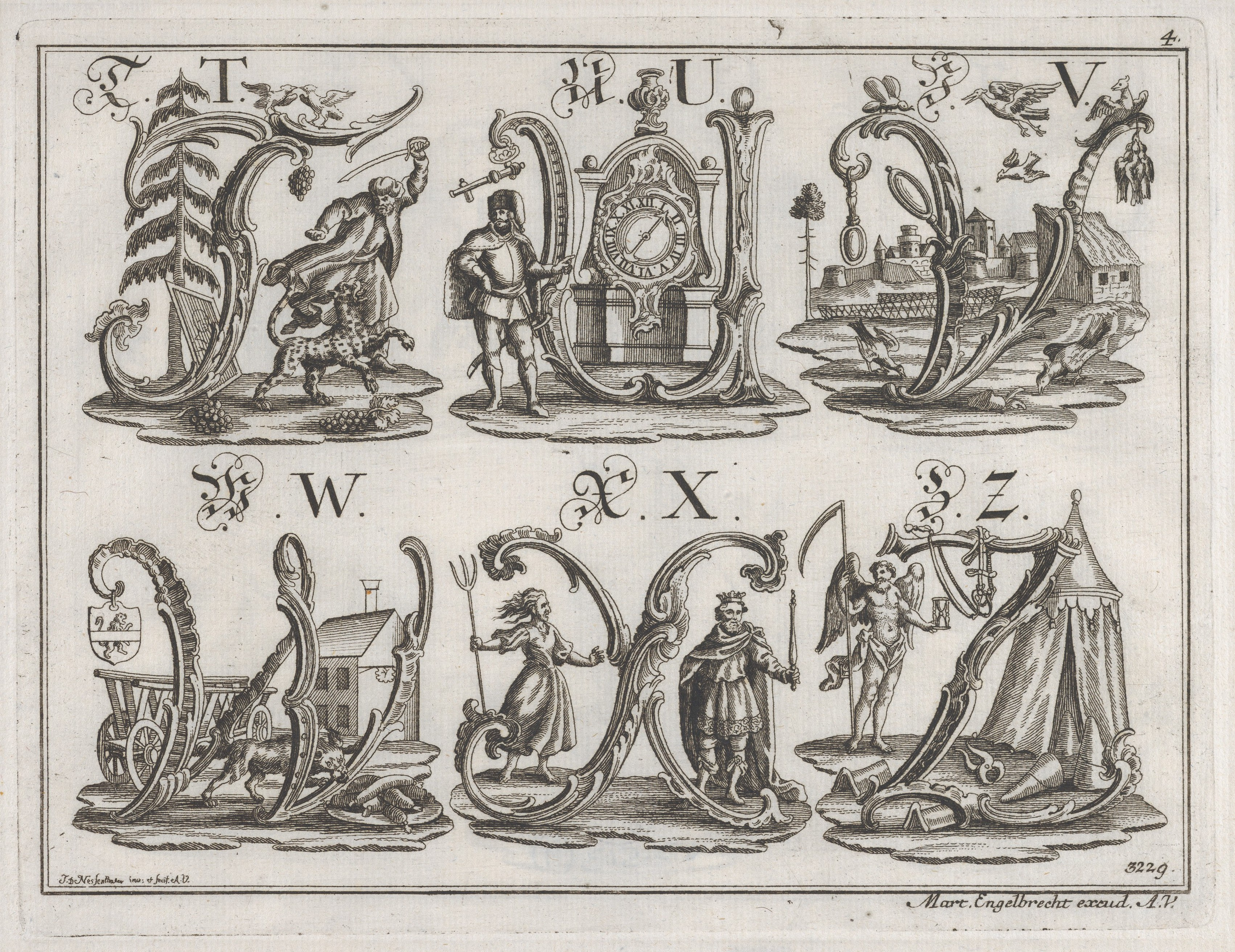
Abededa - verzálky
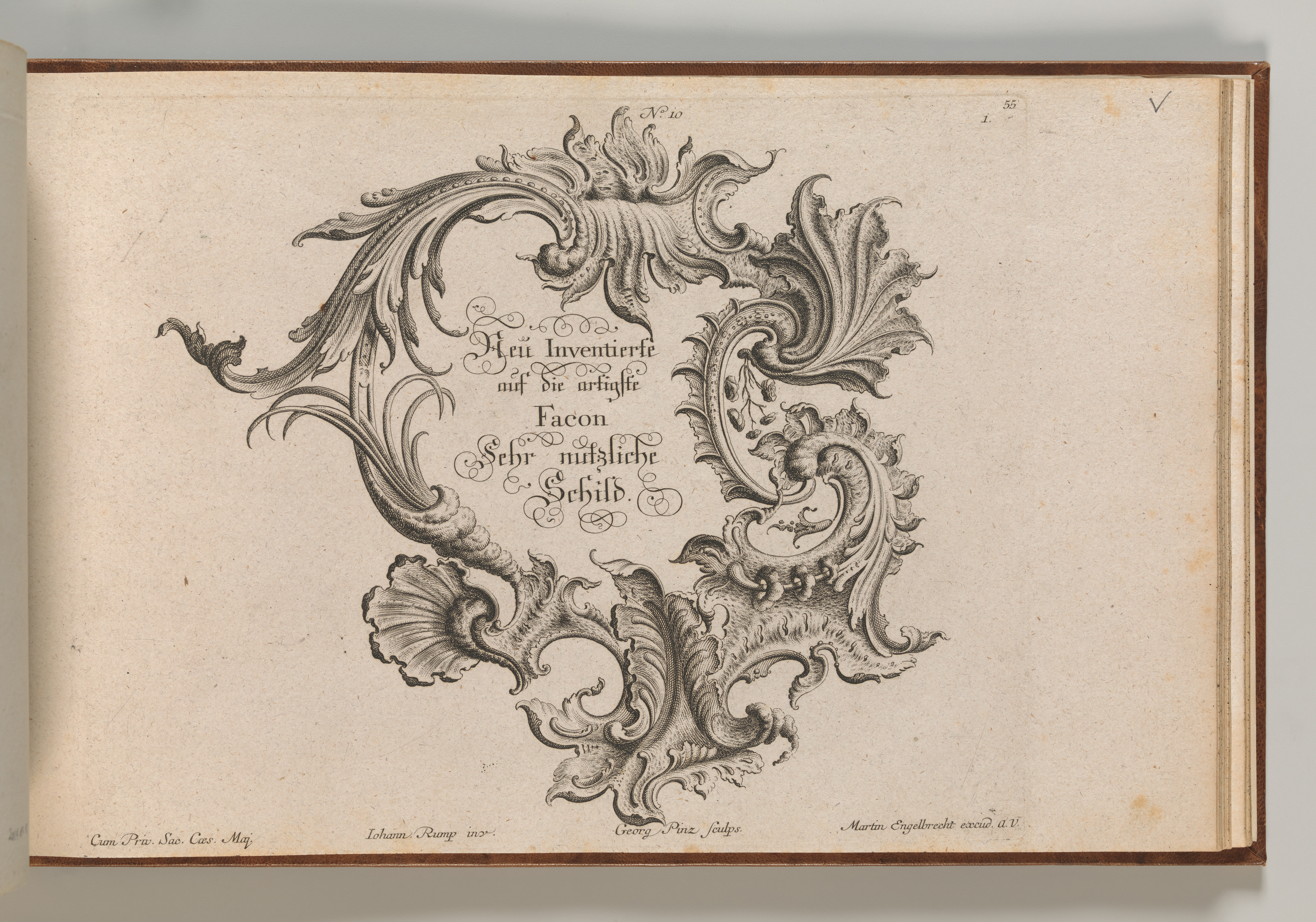
Titulní list alba ornamentů
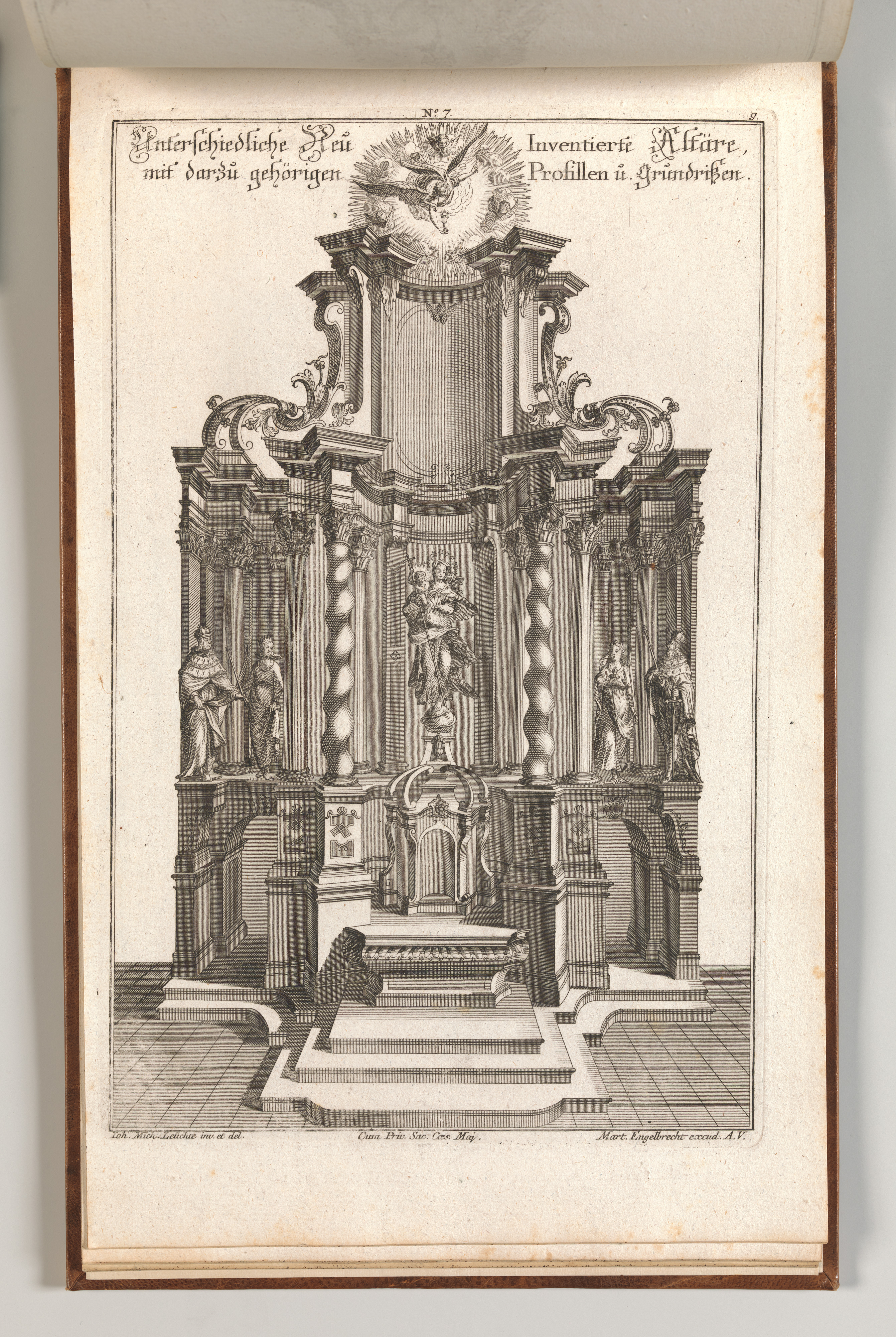
Oltář z alba Ornamentů
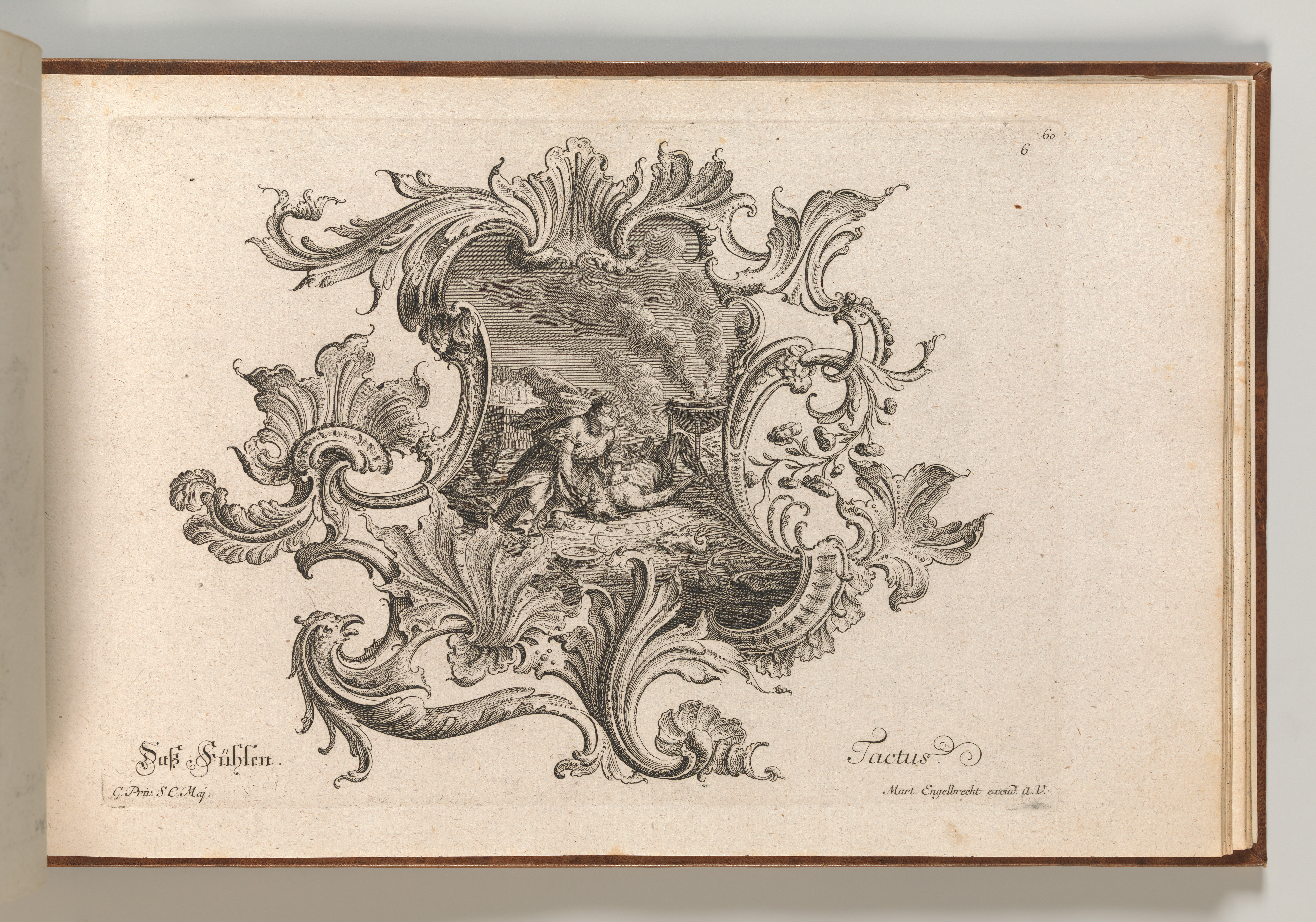
Rokaj z alba Ornamentů
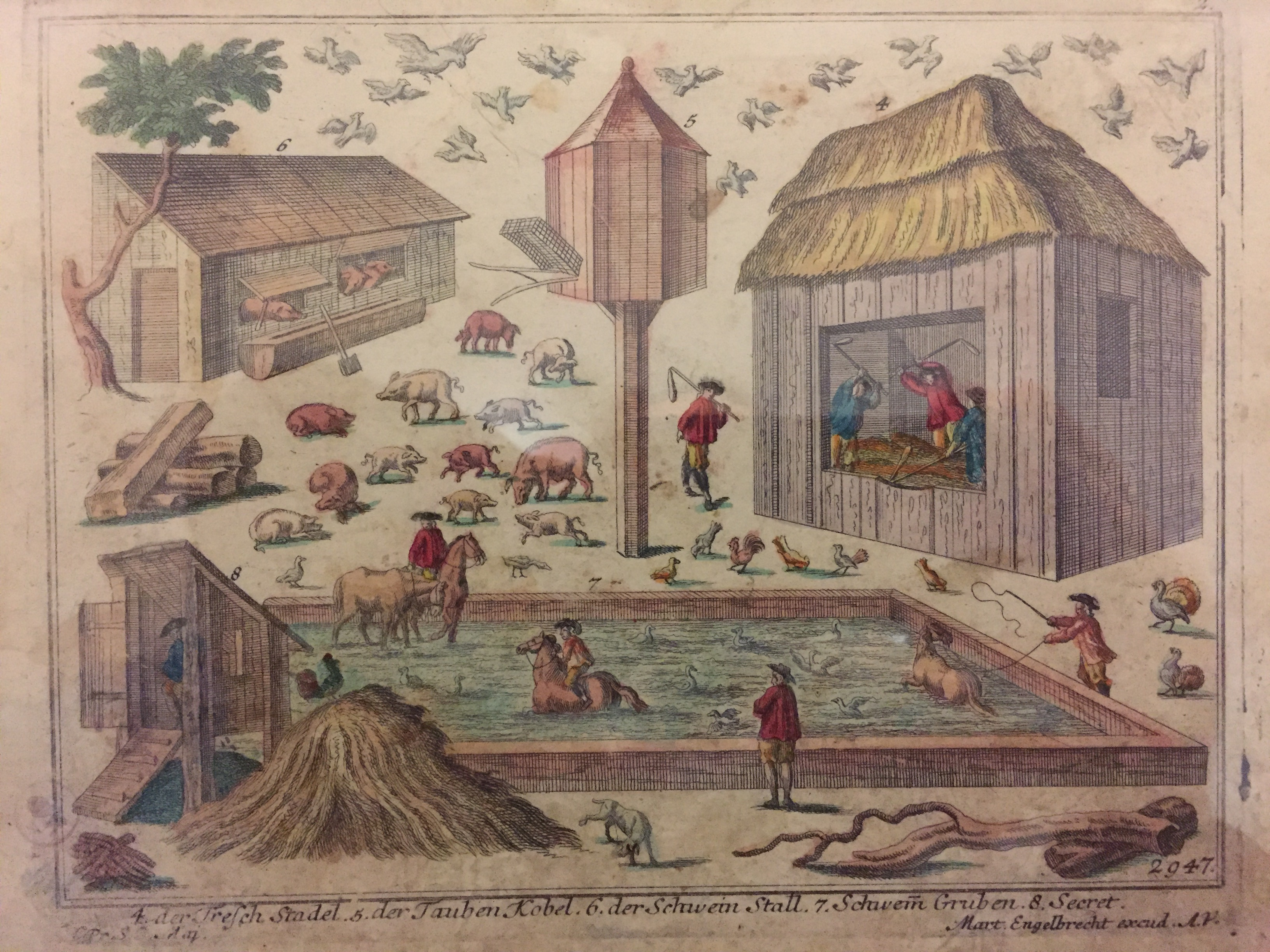
Venkovská náves
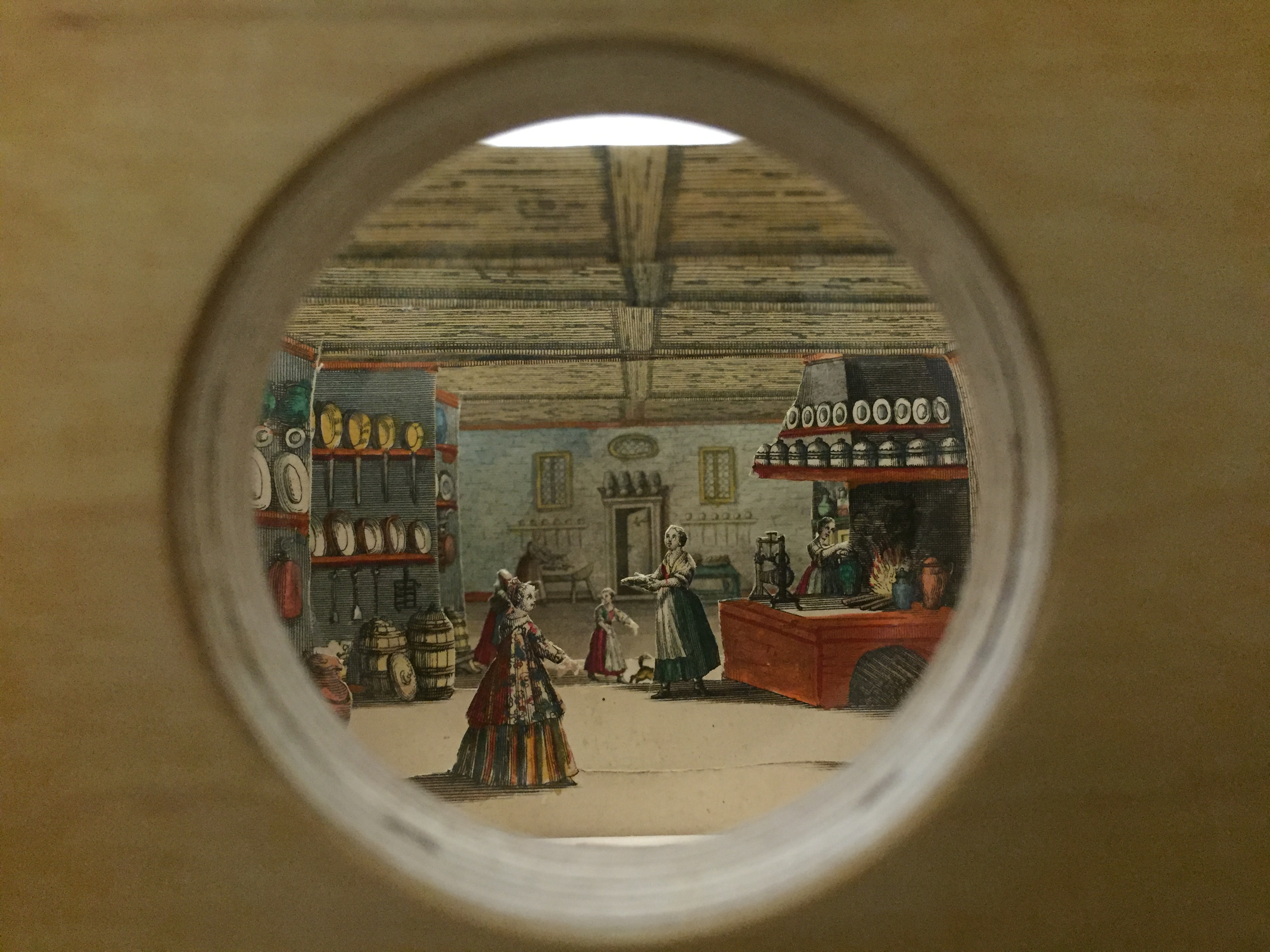
Kukátko do kuchyně